# Hyliota
Hyliota és un gènere d'ocells de l'ordre dels passeriformes, fins fa poc inclòs a la família dels sílvids (Sylviidae), però que modernament s'ha inclòs a una família pròpia, els hiliòtids (Hyliotidae) (Fuchs et el 2006), i així ho recull la classificació del Congrés Ornitològic Internacional.

## Morfologia
- Fan uns 14 cm de llargària.
- Colors molt foscos per sobre i molt clars en les parts inferiors. Les femelles tenen colors més apagats que els mascles.

## Hàbitat i distribució
Habitants de zones forestals de l'Àfrica subsahariana.

## Alimentació
Són aus insectívores que cerquen el seu aliment entre el fullatge.

## Reproducció
Amb molsa, líquens i altres materials vegetals, fan nius en forma de tassa, on ponen 2-3 ous blancs o grisencs amb petites taques.

## Taxonomia
El gènere conté quatre espècies:
- Hyliota australis - hiliota meridional.[3]
- Hyliota flavigaster - hiliota ventregroga.[4]
- Hyliota usambara - hiliota dels Usambara.[5]
- Hyliota violacea - hiliota violàcia.[6]